# Трепетинца
Трепетинца (алб. Trepetnicë) је насељено место у општини Призрен, на Косову и Метохији. Према попису становништва из 2011. у насељу је живело 138 становника.

## Становништво
Према попису из 2011. године, Трепетинца има следећи етнички састав становништва:
| Националност | 2011.        |
| Албанци      | 133 (96,38%) |
| Ашкалије     | 5 (3,62%)    |
| Укупно       | 138          |

| Демографија | Демографија | Демографија |
| Година      | Становника  | Становника  |
| ----------- | ----------- | ----------- |
| 1948.       | 202         |             |
| 1953.       | 100         |             |
| 1961.       | 123         |             |
| 1971.       | 182         |             |
| 1981.       | 191         |             |
| 1991.       | 227         |             |
| 2011.       | 138         |             |